# Notre-Dame (Bray-et-Lû)

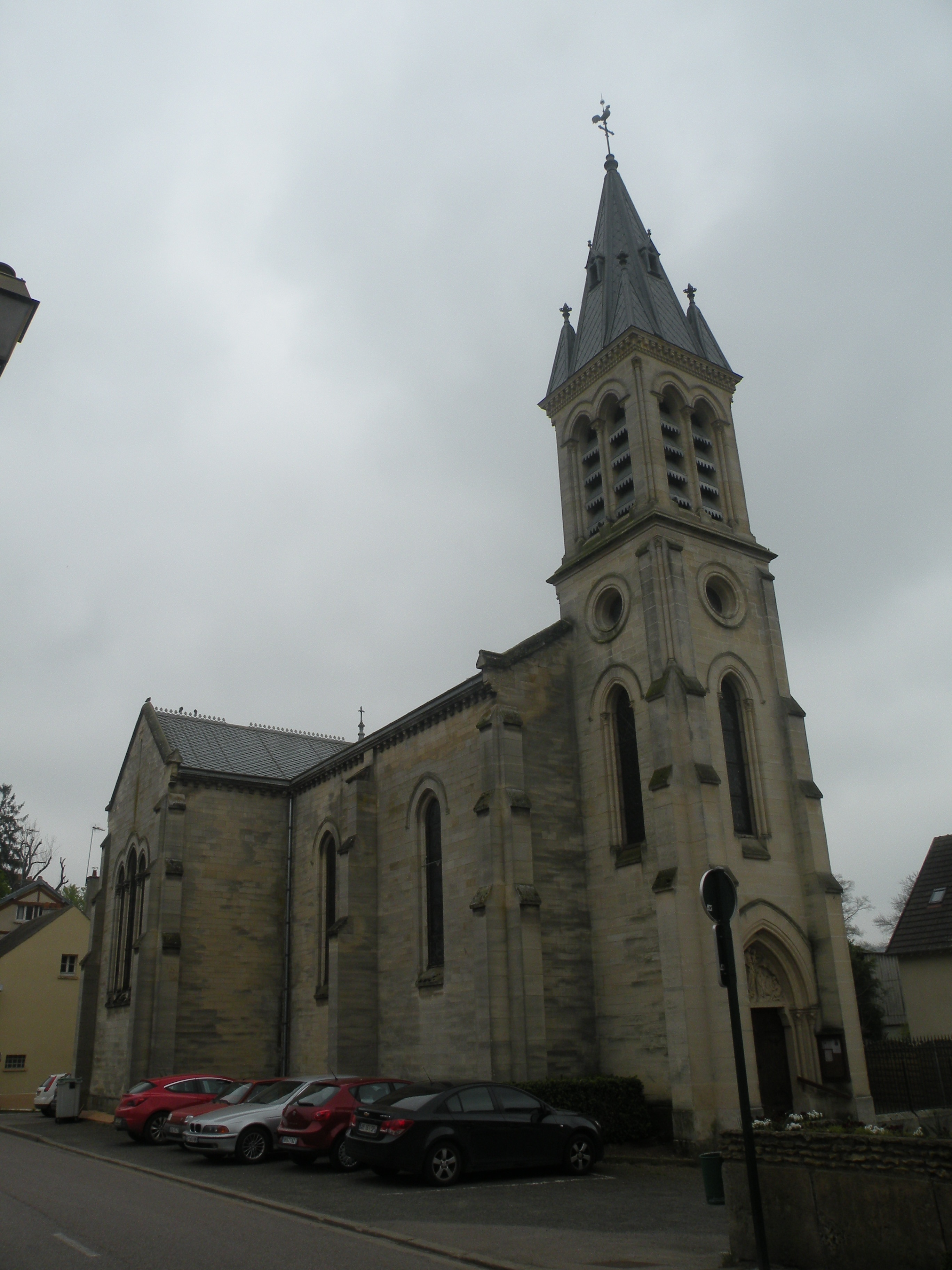
Kirche Notre-Dame in Bray-et-Lû

Die katholische Kirche Notre-Dame in Bray-et-Lû, einer Gemeinde im Département Val-d’Oise in der französischen Region Île-de-France, wurde 1881 bis 1887 erbaut. Die Kirche im Stil der Neugotik an der Place de l’Église wurde an der Stelle eines Vorgängerbaus aus dem 12. Jahrhundert errichtet.
Dank großzügiger Spenden zweier Gemeindemitglieder konnte die Kirche aus Hausteinen der Steinbrüche in Saint-Gervais erbaut werden. Das Zinkdach wurde vom Unternehmen Société des Mines et Fonderies de Zinc de la Vieille-Montagne mit Sitz in Angleur geschaffen.